# 岩手県立盛岡第二高等学校
岩手県立盛岡第二高等学校（いわてけんりつ もりおかだいにこうとうがっこう, Iwate Prefectural Morioka Daini High School）は、岩手県盛岡市上ノ橋町に位置する県立高等学校。通称は「二高」（にこう）、「盛岡二高」（もりおかにこう）。

## 概要
歴史
1897年（明治30年）に創立された「市立盛岡高等女学校」を前身とする。1950年（昭和25年）に男女共学に移行したが、1961年（昭和36年）に男子生徒が卒業したのを最後に、以降女子生徒しか在籍していない。2012年（平成24年）に創立115周年を迎えた。
設置課程・学科
全日制課程 普通科
校訓
「進取・清楚・強健」- この3つをまとめて「白梅精神」と呼んでいる。
校章
高等女学校時代には白い梅の花弁の校章であった。現在の校章は「高」の文字をアラビア数字「2」の文字2つで支えるデザインとなっており、校名の「第二高等学校」を表している。
同窓会
「白梅同窓会」と称している。

## 沿革
高等女学校・新制高等学校（女子校）時代
- 1897年（明治30年）4月12日 - 「市立盛岡高等女学校」が開校。
  - 当初、盛岡市馬場小路の盛岡高等小学校（現・盛岡市立下橋中学校）の一部を借用。
  - 本科（修業年限3ヶ年）と技芸専修科（修業年限3ヶ年）を設置。
- 1898年（明治31年）3月31日 - 補習科（修業年限1ヶ年）を設置。
- 1900年（明治33年）9月6日 - 県立代用学校に指定される。
- 1901年（明治34年）3月17日 - 盛岡市大沢川原の新築校舎に移転し、盛岡高等小学校との併設を改称。
- 1902年（明治35年）4月1日 - 県立移管により、「岩手県立高等女学校」に改称。
  - 修業年限を4ヶ年に改定し、定員を本科250名、技芸専修科50名、補習科若干名とする。
- 1903年（明治36年）4月1日 - 盛岡市大沢川原小路の一民家を借り受け、仮寄宿舎を開設。
- 1908年（明治41年）4月1日 - 学則を改正し、生徒定員を本科350名とする。
- 1909年（明治42年）4月1日 - 学則を改正し、生徒定員を本科400名、補習科50名とする。技芸専修科を廃止。
- 1911年（明治44年）
  - 2月18日 - 高等女学校の新設に伴い、「岩手県立盛岡高等女学校」と改称。
  - 11月17日 - 校友会（生徒会）雑誌「しら梅」を創刊。
- 1912年（明治45年）1月20日 - 校歌「雪間に匂ふ」を発表。
- 1920年（大正9年）12月7日 - 天神町に寄宿舎が新築され、移転。
- 1922年（大正11年）
  - 2月13日 - 学則を改正し、生徒定員を本科600名とする。
  - 4月10日 - 寄宿舎のある天神町に校舎が新築され移転。
- 1923年（大正12年）4月1日 - 岩手県女子師範学校が併設される。
- 1926年（大正15年）3月22日 - 岩手県女子師範学校が移転し、併設を解消。
- 1932年（昭和7年）3月31日 - 補習科を廃止。
- 1936年（昭和11年）11月30日 - 盛岡市立盛岡高等家政学校に校舎の一部を貸与。
- 1943年（昭和18年）
  - 4月30日 - 学則を改正し、生徒定員を800名とする。
  - 8月31日 - 同窓会の経営する白梅保育園に校舎の一部を貸与。
- 1944年（昭和19年）3月31日 - 校舎の一部を使用していた盛岡市立盛岡高等家政学校が廃校。
- 1946年（昭和21年）
  - 4月1日 - 学則を改正し、修業年限を従来の4ヶ年から5ヶ年に延長し、生徒定員を1,000名とする。
  - 5月31日 - 岩手県立女子専門学校を併置。
- 1947年（昭和22年）10月12日 - 学制改革（六・三制の実施）
  - 高等女学校の生徒募集を停止。
  - 新制中学校を併設し（名称：岩手県立盛岡高等女学校併設中学校、以下・併設中学校）、高等女学校1・2年修了者を新制中学2・3年生として収容。
  - 併設中学校はあくまで暫定的に設置されたため、新たな生徒募集は行われず、在校生が2・3年生のみの中学校であった。
  - 高等女学校3・4年修了者はそのまま高等女学校4・5年生として在籍。
- 1948年（昭和23年）4月1日 - 学制改革（六・三・三制の実施）により、高等女学校は廃止され、新制高等学校「岩手県立盛岡第二高等学校」（女子校）が発足。
  - 普通科と通信教育部を設置し、定員を750名とする。
  - 高等女学校卒業生（希望者）を新制高校3年として、高等女学校4年修了者を新制高校2年として編入。
  - 併設中学校卒業生を新制高校1年として収容。併設中学校は1946年（昭和21年）に高等女学校へ入学した3年生のみとなる。
- 1949年（昭和24年）3月31日 - 最後の卒業生を送り出し、併設中学校を廃止。

新制高等学校（男女共学）
- 1949年（昭和24年）4月1日 - 高校三原則に基づく公立高校再編
  - 県立盛岡第一高等学校（男子校）、盛岡商業高等学校と統合の上、総合制高等学校「岩手県立盛岡高等学校」が発足。
    - 組織は統合されたものの、施設は旧3校の既存の校舎を継承し、旧第一高校校舎を上田校舎、旧第二高校校舎を白梅校舎、旧商業高校校舎を商業部とする。またこの時点では上田校舎を普通科男子が、白梅校舎を普通科女子が使用する「校舎による男女別学」であったため、完全な男女共学ではなかった。
- 1950年（昭和25年）4月1日 - 男女混合の学級を編成し、完全な男女共学を開始。
- 1951年（昭和26年）4月1日
  - 統合解消により、「岩手県立盛岡第二高等学校」（現校名、普通科／男女共学）と復称。併置の岩手県立女子専門学校が岩手県立盛岡短期大学と改称。 
    - 上田校舎は岩手県立盛岡第一高等学校（普通科／男女共学）に復称。商業部は岩手県立盛岡第三高等学校（普通科・商業科／男女共学）[3]に改称（翌1952年（昭和27年）に普通科を廃止して岩手県立盛岡商業高等学校に復称）。
- 1952年（昭和27年）3月8日 - 通信教育部を県立盛岡第一高等学校に移管。
- 1955年（昭和30年）
  - 5月7日 - 新校歌「城跡古き」を制定。
  - 11月1日 - 白梅幼稚園[4]（旧・白梅保育園）が移転。
- 1959年（昭和34年）1月29日 - 男子生徒が卒業し、在籍生徒が女子のみとなる。
- 1967年（昭和42年）8月24日 - 同窓会が社団法人白梅会となる。
- 1968年（昭和43年）4月1日 - 併置の岩手県立盛岡短期大学が本校から移転し、併設を解消。
- 1969年（昭和44年）3月26日 - 2階建ての体育館が完成。
- 1970年（昭和45年）
  - 3月31日 - 寄宿舎を廃止。
  - 7月 - 第3校舎と寄宿舎を解体。
- 1971年（昭和46年）
  - 3月25日 - 新校舎（第一期工事）が完了。
  - 12月15日 - 新校舎（第二期工事）が完了。
  - 12月27日 - 新校舎に移転。
- 1972年（昭和47年）10月6日 - 校庭の整備を完了。
- 1980年（昭和55年）8月16日 - テニスコート・バレーボールコートの整備を完了。
- 1986年（昭和61年）
  - 8月28日 - 講堂を解体。
  - 11月29日 - 部室（旧・白梅会館）を解体。
- 1987年（昭和62年）
  - 2月25日 - 第二体育館等が完成。
  - 9月10日 - 校庭の整備と造園工事が完了。
- 1997年（平成9年）
  - 3月4日 - 新校旗が完成。
  - 9月4日 - ブロンズ像「爽風」を建立。
- 2005年（平成17年）1月6日 - 旧・第一体育館を解体。
- 2006年（平成18年）
  - 1月5日 - 新・第一体育館が完成。
  - 1月18日 - 新校舎が完成。
  - 1月31日 - 新校舎に移転。
- 2007年（平成19年）8月27日 - グラウンドの整備を完了。

## 部活動
運動部
- ハンドボール
- 陸上競技
- 体操
- バレーボール
- バスケットボール
- ソフトテニス
- 卓球
- バドミントン
- ソフトボール
- 剣道
- なぎなた
- テニス

文化部
吹奏楽部
- 箏曲
- 新聞
- 文学研究
- 英語研究
- 生物
- 演劇
- 美術
- 書道
- 写真
- 茶道
- 華道
- 音楽

## 著名な出身者
- 深沢紅子（画家）
- 大西民子（歌人）
- 佐浦文香（作家）
- 村松玲子（合唱指揮者）
- 佐々木佑花（北海道放送社員、元アナウンサー）
- 管奈央子（フリーアナウンサー、元NHK秋田放送局契約キャスター、秋田テレビアナウンサー）
- 土村萌（元IBC岩手放送アナウンサー）
- 甲斐谷望（IBC岩手放送アナウンサー）
- 菅原エン（岩手県立盛岡高等女学校卒、衆議院議員）
- 高橋貞子 (作家)（1944年岩手県立盛岡高等女学校卒、作家）
- 野田ヒロ子（オペラ歌手）
- 上町史織（ハンドボール選手）

## 交通アクセス
- JR東日本IGRいわて銀河鉄道盛岡駅より岩手県交通 314・405で、｢二高前」下車[5][6]。

## 周辺
- 岩手大学教育学部附属幼稚園・小学校・中学校
- 学校法人 白梅学園 白梅幼稚園
- 盛岡市立城南小学校
- 盛岡市立武道館